# Бест, Нил
Нил Эндрю Сесил Бест (англ. Neil Andrew Cecil Best, родился 3 апреля 1979 в Белфасте) — ирландский регбист, фланкер команды «Лондон Скоттиш».

## Карьера

### Клубная
Регби занялся довольно поздно, начав выступать в команде Белфастского колледжа Уэллингтона, откуда ушёл в 1997 году. Выступал позднее за команду «Мэлоун», в профессиональное регби пришёл в 2002 году как игрок «Ольстера». В 2006 году он оформил целых 7 попыток за ольстерский клуб, из них три в Кубке Хейнекен и четыре в Кельтской лиге.
В феврале 2008 года было объявлено о его грядущем переходе в стан «Нортгемптон Сэйнтс» по окончании сезона. В конце 2008 года Бест был дисквалифицирован на 18 недель за то, что нанёс травму англичанину Джеймсу Хэскеллу. В 2010 году он перешёл в стан «Вустер Уорриорз», а в 2013 году в «Лондон Скоттиш».

### В сборной
В сборной Бест дебютировал в ноябре 2005 года в матче против Новой Зеландии. В том же месяце он в поединке с Румынией оформил первую попытку. В 2006 году участвовал в серии осенних встреч Autumn Internationals, а в поединке на Лэнсдаун Роуд против Австралии стал лучшим игроком матча (ирландцы выиграли 21:6). Играл на чемпионате мира 2007 года, выступал на Кубке Черчилля 2008 в составе второй сборной Ирландии «Айрленд Вулфхаундз», в 2009 году в её же составе выиграл Кубок Черчилля.

## Личная жизнь
По образованию инженер-химик. В феврале 2010 года Бест был лишён прав на 17 месяцев за то, что водил машину в пьяном виде. Дважды полиция обнаруживала алкоголь в крови Беста, особенно после того, как он разбил машину на трассе A512 в Трингстоуне (Лестершир).